# Sri Ranganathaswamy
Sri Ranganathaswamy hram, poznat i kao Thiruvarangam (tamilski: தமிழ்) je hinduistički indijski hram u mjestu Srirangamu, kod grada Tiruchirappallija u indijskoj državi Tamil Nadu. Sri Ranganathaswamy hram je jedna od
najsvetijih sakralnih građevina u Indiji, posvećen Ranganathi, ležećem obliku boga Višnu; izgrađen je u dravidijskom stilu, a proslavili su ga alvari (sveti pjesnici) u svojim pjesmama iz 9. i 10. st. (Naalayira Divya Prabhandham), te se drži za najsvetiji od 108 svetih hramova (Divja Desam) višnuizma. Zbog toga je nominiran za upis na UNESCO-ov popis mjesta svjetske baštine u Aziji 2014. godine.
Kompleks se nalazi na zasebnom otoku unutar grada, Srirangamu, kojeg tvore rijeke Kaveri i Kolidam (pritoka Kauveri) i zauzima prostor od nevjerojatnih 631.000 m², što ga čini najvećim aktivnim sakralnim kompleksom na svijetu. Ovaj „grad-hram” je jedinstven u svojoj formaciji Sapta-Prakarama, naselja s hramom u središtu koje se sastoji od Sapta (sedam) koncentričnih pravokutnih ograđenih prostora ili prakarama formiranih od debelih i ogromnih bedema koji kruže oko „najsvetijeg svetišta” u kojem vlada božanstvo. Dok unutarnja pet ograđivanja kompleksa čine hram, vanjska dva ograđena prostora funkcioniraju kao naselje. Tako se razlika između hrama i naselja zamagljuje, pa se hram često jednostavno naziva i Srirangam.
Kompleks u kojem se nalazi sastoji se od 81 svetišta, 21 gopurama tornjeva, 39 paviljona i 9 svetih bazena ukrašenih u dravidijskom stilu koji je karakterističan za prostor Dekana. Neke od tih građevina su obnovljene, proširene i izgrađene tijekom stoljeća kao živi hram. Najnoviji dodatak je vanjski toranj visok 73 metara, dovršen 1987. godine.
Stupovi hrama su ukrašeni dijamantima, zidovi su pozlaćeni, a unutra se nalazi stotine ornamenata koji su ukrašeni najraskošnijim biserima. Hram su u više navrata opljačkali delhijski i mogulski kraljevi koji su zaplijenili ogromne količine nakita neopisive vrijednosti. Obnavljan je u 14., te osobito u 16. i 17. st. Jedna strana hrama obojana je u bijelo kao simbol čistoće i požrtvovnosti djevojke koja je spasila svoj narod i ubila mogulskog kralja na vrhu hrama pa potom počinila samoubojstvo.
- Zlatna Vimana dvorana okružena gopurama tornjevima
- Gopurami Srirangama
- Istočni Vellai (bijeli) gopuram je visok 44 m
- Središnji Rajagopuram od 13 katova se gradio 400 godina i ima visinu od 73 m
- Dravidski jali stupovi mandapama dvorane

## Vanjske poveznice
|  | Zajednički poslužitelj ima još gradiva o temi Sri Ranganathaswamy |